# Furacão Teddy
O furacão Teddy foi um grande e poderoso furacão de Cabo Verde que se tornou em uma semana o segundo furacão a ameaçar as Bermudas, após o furacão Paulette, e mais tarde impactou o Canadá Atlântico como um forte ciclone pós-tropical. A vigésima depressão tropical, a décima nona tempestade nomeada, o oitavo furacão e o segundo grande furacão da temporada de furacões no Atlântico de 2020, Teddy inicialmente se formou a partir de uma depressão tropical que se desenvolveu a partir de uma onda tropical em 12 de setembro. Inicialmente, o grande tamanho da depressão e o cisalhamento moderado do vento impediram que ela se organizasse, mas ela acabou se intensificando na Tempestade Tropical Teddy a 14 de setembro. Depois de se intensificar continuamente por cerca de um dia, em 16 de setembro a tempestade rapidamente tornou-se um furacão de categoria antes que o vento moderado causasse a tempestade a flutuar em intensidade. Em seguida, intensificou-se rapidamente novamente em 17 de setembro e se tornou um furacão de categoria 4. As flutuações internas e os ciclos de substituição da parede do olho causaram uma flutuação de intensidade da tempestade antes de enfraquecer um pouco ao se aproximar das Bermudas. Depois em 21 de setembro de passar a leste da ilha como categoria 1, Teddy reforçou-se de volta à força categoria 2 devido ao forçamento baroclínico. No dia seguinte ele enfraqueceu de volta para a categoria 1 antes de se tornar um ciclone pós-tropical ao se aproximar do Canadá Atlântico no início de 23 de setembro. Em seguida, enfraqueceu para uma baixa com vendaval e atingiu a costa da Nova Escócia com ventos de 65 mph. Ele executou uma grande volta à medida que acelerou primeiro para o norte, depois para o leste ao norte de Newfoundland, fortalecendo brevemente de volta a uma força de tempestade antes de enfraquecer novamente e perder sua identidade em 27 de setembro.
Avisos e alertas de tempestades tropicais foram emitidos para as Bermudas e o Canadá Atlântico em preparação para Teddy. O seu grande tamanho e força causaram ondas altas e contra-correntes para áreas de impacto a centenas de quilómetros do seu caminho, que vão desde as Pequenas e Grandes Antilhas até à costa leste dos Estados Unidos e Canadá Atlântico. Duas pessoas em Porto Rico se afogaram nas ondas fortes, enquanto outra se afogou em Nova Jersey.

## História meteorológica
O National Hurricane Center (NHC) começou a monitorar uma onda tropical sobre a África Ocidental às 00:00 UTC em setembro 7. O desenvolvimento desta onda era esperado e às 00:00 UTC em setembro 9, ele teve uma grande chance de se desenvolver em cinco dias, apesar de ainda estar bem no interior. A onda entrou no Oceano Atlântico às 12:00 UTC em setembro 10, e começou a se organizar de forma constante, formando uma ampla área de baixa pressão às 18:00 UTC em setembro 11, embora seu tamanho o impedisse de se organizar rapidamente. No dia seguinte, a baixa finalmente ficou mais definida e às 21:00 UTC em setembro 12, o NHC designou o distúrbio como Depressão Tropical Vinte.
No início, a depressão lutou para se organizar por mais de um dia devido ao seu grande tamanho e vento moderado. Depois que o cisalhamento diminuiu, o sistema ficou melhor organizado e fortalecido em Tempestade Tropical Teddy às 09:00 UTC em setembro 14, tornando-se a 19ª tempestade tropical ou subtropical registrada no Atlântico, superando a tempestade subtropical não nomeada de 2005 em 20 dias. Ele continuou a se intensificar à medida que se tornou mais bem organizado, com um olho começando a se formar no final de 15 de setembro. Em seguida, intensificou-se rapidamente para um furacão por volta das 06:00 UTC no dia seguinte. A tempestade continuou a se intensificar, tornando-se um furacão de categoria 2 mais tarde naquele dia. No entanto, um leve cisalhamento do vento oeste interrompeu brevemente a intensificação e até enfraqueceu a tempestade para uma categoria 1 às 03:00 UTC em 17 de setembro. No entanto, como o cisalhamento relaxou novamente, a tempestade começou uma segunda fase de intensificação rápida, tornando-se o segundo grande furacão da temporada às 15:00 UTC naquele dia. Teddy continuou a se intensificar em um ritmo rápido e se tornou uma categoria 4 furacão seis horas depois, atingindo seu pico de intensidade de 140 mph (220 km / h) e uma pressão de 945 mb (27,91 inHg ). Posteriormente, a flutuação interna e um ciclo de substituição da parede do olho fizeram com que a tempestade enfraquecesse ligeiramente para uma categoria 3 furacões às 09:00 UTC em setembro 18. Logo depois, Teddy se fortaleceu brevemente em uma categoria 4 furacão antes de outro ciclo de substituição da parede do olho enfraqueceu-o novamente. As contínuas flutuações internas fizeram com que o olho quase se dissipasse e Teddy enfraquecesse abaixo do status de grande furacão às 12:00 UTC em 20 de setembro.
| Furacões maiores do Atlântico Por diâmetro de ventos ventania | Furacões maiores do Atlântico Por diâmetro de ventos ventania | Furacões maiores do Atlântico Por diâmetro de ventos ventania | Furacões maiores do Atlântico Por diâmetro de ventos ventania | Furacões maiores do Atlântico Por diâmetro de ventos ventania |
| Posição                                                       | Sistema                                                       | Temporada                                                     | Diâmetro                                                      | Diâmetro                                                      |
| Posição                                                       | Sistema                                                       | Temporada                                                     | mi                                                            | km                                                            |
| ------------------------------------------------------------- | ------------------------------------------------------------- | ------------------------------------------------------------- | ------------------------------------------------------------- | ------------------------------------------------------------- |
| 1                                                             | Olga                                                          | 2001                                                          | 995                                                           | 1,600                                                         |
| 2                                                             | Sandy                                                         | 2012                                                          | 945                                                           | 1,520                                                         |
| 3                                                             | Igor                                                          | 2010                                                          | 920                                                           | 1,480                                                         |
| 4                                                             | Teddy                                                         | 2020                                                          | 850                                                           | 1,370                                                         |
| 5                                                             | Lili                                                          | 1996                                                          | 835                                                           | 1,345                                                         |
| Fontes:                                                       |                                                               |                                                               |                                                               |                                                               |

Teddy continuou movendo-se para o norte, enfraquecendo para um furacão de categoria 1 e começou a se fundir com uma depressão no final de 21 de setembro. Às 15:00 UTC naquele dia, a tempestade se aproximou mais das Bermudas como um furacão de categoria 1 forte antes de acelerar para noroeste, afastando-se da ilha. Um voo de caçadores de furacões descobriu que Teddy havia se fortalecido um pouco, devido a uma combinação de infusão de energia baroclínica do vale e águas oceânicas quentes da Corrente do Golfo e foi atualizado de volta para o status de categoria 2. Teddy também dobrou de tamanho como resultado da fusão com o vale. O furacão continuou se expandindo e iniciou uma transição extratropical enquanto se aproximava da costa atlântica do Canadá. Embora Teddy parecesse um ciclone pós-tropical, os caçadores de furacões encontraram um núcleo quente no centro de Teddy. Pouco antes da transição para um ciclone pós-tropical, o diâmetro dos ventos com força de vendaval media até 850 mi (1.370 km) de nordeste a sudoeste, tornando Teddy o quarto maior furacão do Atlântico já registado. Até então, Teddy havia enfraquecido de volta para um furacão de categoria 1 antes da transição para um ciclone pós-tropical às 00:00 UTC em 23 de setembro. Às 12:00 UTC, a tempestade atingiu a costa perto de Ecum Secum, Nova Escócia, com ventos de 65 mph (105 km / h) com pressão central mínima de 964 mb (28,47 inHg). Ele continuou a enfraquecer e o NHC emitiu o seu comunicado final às 03:00 UTC em 24 de setembro. O ciclone pós-tropical Teddy então acelerou para o norte antes de fazer uma grande volta ao norte de Nova Escócia e virar para o leste, fortalecendo brevemente de volta para uma baixa de força de tempestade antes de enfraquecer novamente e perder a sua identidade em 27 de setembro.

## Preparações, impacto e registos

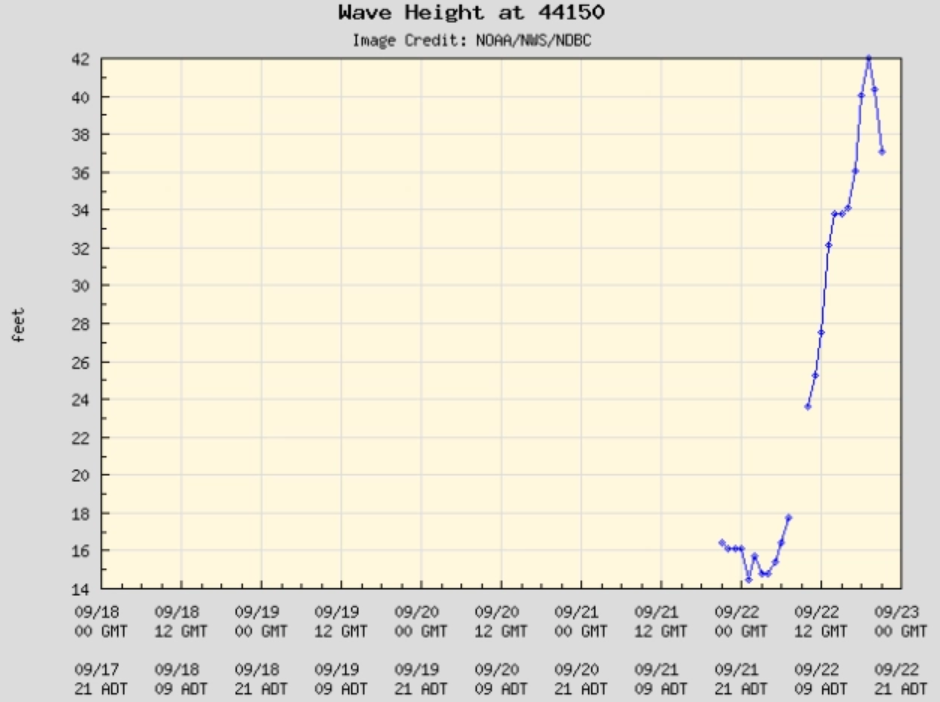
Uma altura de onda de 42 pés foi registrada durante o furacão Teddy pela bóia 44150 perto da Nova Escócia

Grandes ondas foram geradas pela tempestade, que afetou as Pequenas Antilhas, a Costa Leste dos Estados Unidos, Bermudas e o Canadá Atlântico. Uma bóia operada pela Administração Oceânica e Atmosférica Nacional (NOAA) no Atlântico norte aberto ao largo da costa da Nova Escócia relatou uma altura de onda de 35 ft (11 m) no início de 22 de setembro. Outra altura de onda de 40 ft (12 m) foi relatado no final do dia pela mesma bóia. As ondas alcançaram 42 ft (13 m) em outra bóia ao norte de Teddy na tarde de 22 de setembro, com rajadas de vento perto de 70 mph (110 km/h).

### Bermudas
Alertas de tempestade tropical, que posteriormente foram atualizados para avisos, foram emitidos para as Bermudas devido aos impactos esperados de Teddy.

### Estados Unidos
O Serviço Meteorológico Nacional alertou sobre ventos fortes e inundações costeiras no leste da Nova Inglaterra. Um alerta de vento forte foi emitido para Nantucket e para o condado costeiro de Plymouth em 22 de setembro. Além disso, um aviso de alto surf foi emitido para essas áreas e para o Condado de Bristol. Um alerta de vento foi emitido para outras comunidades costeiras no continente de Massachusetts. Para todos em Massachusetts, um alerta de bandeira vermelha foi emitido, sinalizando que condições críticas de incêndio eram possíveis devido ao tempo seco e rajadas de vento. Na Carolina do Norte, um alerta de inundação costeira estava em vigor para Northern Outer Banks e Ilha de Hatteras até 21 de setembro, mas pequenas inundações costeiras foram previstas pelo Serviço Meteorológico Nacional até 22 de setembro. Um alerta de inundação costeira foi estendido para Pamlico, Southern Craven, Carteret e condados costeiros de Oslow, bem como Ilha Ocracoke e Core Banks até a tarde de 22 de setembro. O mesmo aviso para os condados de Beaufort e Tyrrell expirou no início de 22 de setembro. Um alerta de ondulação forte foi emitido e estendido para as praias ao norte de Cape Lookout até 23 de setembro.
Em 18 de setembro, um homem e uma mulher morreram afogados nas águas da praia La Pocita em Loíza, Porto Rico, devido às correntes e ondas revoltas que Teddy causou no norte das Pequenas e Grandes Antilhas. Charleston, na Carolina do Sul, relatou algumas enchentes no centro histórico da cidade, junto com algumas outras áreas próximas à costa. Na Carolina do Norte, as comunidades costeiras sofreram erosão da praia e inundações costeiras. A Rodovia 12 da Carolina do Norte foi fechada de 20 a 22 de setembro devido à tempestade persistente e ao transporte de areia para a estrada. Além disso, mais de 80 dunaa foram levadas pela água no Cape Hatteras National Seashore. Contra-correntes ao longo da costa leste também levaram a um afogamento perto de Point Pleasant Beach, New Jersey. Nenhuma chuva foi relatada em Massachusetts, no entanto rajadas de vento acima de 30 mph (48 km/h) foram relatados perto de Cape Cod. No Maine, ondas muito grandes atingiram a costa, atraindo curiosos e surfistas. Uma cerca foi retirada pela tempestade em Scarborough. Oficiais de emergência estavam de prontidão em todo o sul do Maine, caso uma enchente se tornasse um perigo. Em Camp Ellis, a tempestade ameaçou erodir a costa. Algumas pessoas na cidade decidiram colocar venezianas durante a tempestade para o caso de as casas serem inundadas.

#### Registos
Charleston, na Carolina do Sul, viu o pico das marés altas no estágio de grande enchente, três dias consecutivos, de 19 a 21 de setembro. Esta foi a primeira vez que tal registo foi documentado por três dias consecutivos em registos datados de pelo menos 1934. Foram as maiores marés de tempestade na cidade desde novembro de 2018.

### Canadá

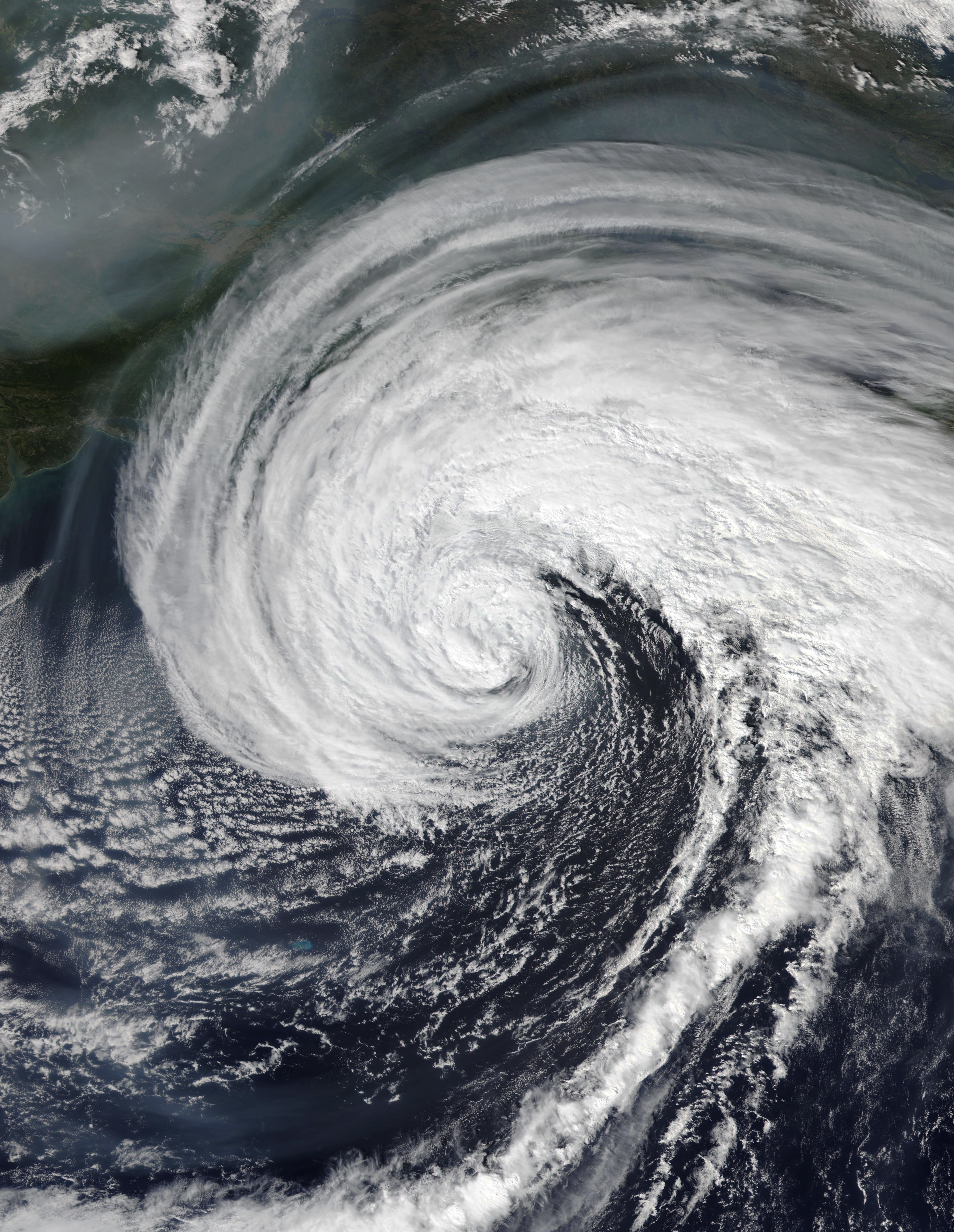
O furacão Teddy se aproxima da Nova Escócia em 22 de setembro, pouco antes de se tornar extratropical

Alertas de tempestade tropical foram emitidos conforme a tempestade se aproximava da região, estes foram posteriormente atualizados para avisos. Campos desportivos municipais, campos para todos os climas, pistas e diamantes de beisebol foram fechados em 23 de setembro e todas as reservas foram canceladas. A escola também foi cancelada em muitas regiões da província. Halifax Transit interrompeu os serviços durante a maior parte da tempestade, mas retomou os seus serviços às 12:00 ADT (15:00 UTC) em 23 de setembro. O serviço de ferry começou imediatamente, enquanto os autocarros ficaram totalmente operacionais uma hora depois. O Halifax Public Gardens foi reaberto ao mesmo tempo que o Halifax Transit, mas os residentes e turistas foram convidados a evitar visitar os parques municipais até que a tempestade passasse devido a questões de segurança.
Teddy espalhou chuvas moderadas a fortes na Nova Escócia, com pico de 131 mm (5.2 in) em Ingonish. Além disso, uma rajada de vento de pico de 132 km/h (82 mph) foi relatado em Grand Étang. Em Bedford, o rio Sackville ultrapassou suas margens, inundando um parque próximo. 18.000 clientes perderam energia em toda a província, mas os impactos na Nova Escócia foram menores do que o originalmente previsto.